# Dominic Thompson
Dominic Thompson (Willesden, 26 de julio de 2000) es un futbolista británico que juega en la demarcación de defensa para el Kilmarnock F. C. de la Scottish Premiership.

## Trayectoria
Tras formarse en las categorías inferiores del Arsenal F. C., Brentford F. C., y disputar varios partidos en la League One cedido en el Swindon Town F. C., finalmente volvió al Brentford F. C. El 26 de diciembre de 2021 debutó en la Premier League contra el Brighton & Hove Albion F. C. que finalizó con un resultado de 2-0 a favor del Brighton & Hove Albion tras los goles de Leandro Trossard, Neal Maupay. Un mes después de este encuentro fue prestado al Ipswich Town F. C. hasta final de temporada. Finalizada la cesión volvió a Brentford, donde permaneció hasta ser traspasado a finales de julio al Blackpool F. C. En este equipo jugó 42 partidos antes de ser cedido en enero de 2024 al Forest Green Rovers F. C. lo que restaba de temporada. La siguiente regresó a Blackpool y disputó otros nueve encuentros antes de rescindir su contrato en enero de 2025. Entonces fichó por el Motherwell F. C., donde completó la temporada antes de unirse al Kilmarnock F. C. en agosto.

## Clubes
| Club                               | País       | Año       | Partidos | Goles |
| ---------------------------------- | ---------- | --------- | -------- | ----- |
| Brentford F. C.                    | Inglaterra | 2019-2020 | 14       | 0     |
| Swindon Town F. C. (cedido)        | Inglaterra | 2021      | 25       | 0     |
| Brentford F. C.                    | Inglaterra | 2021-2022 | 5        | 0     |
| Ipswich Town F. C. (cedido)        | Inglaterra | 2022      | 17       | 0     |
| Blackpool F. C.                    | Inglaterra | 2022-2024 | 42       | 0     |
| Forest Green Rovers F. C. (cedido) | Inglaterra | 2024      | 19       | 1     |
| Blackpool F. C.                    | Inglaterra | 2024-2025 | 9        | 0     |
| Motherwell F. C.                   | Escocia    | 2025      | 15       | 0     |
| Kilmarnock F. C.                   | Escocia    | 2025-     | 1        | 0     |